# Islampur (Bihar)
Islampur è una città dell'India di 29.855 abitanti, situata nel distretto di Nalanda, nello stato federato del Bihar. In base al numero di abitanti la città rientra nella classe III (da 20.000 a 49.999 persone).

## Geografia fisica
La città è situata a 25° 8' 60 N e 85° 12' 0 E e ha un'altitudine di 62 m s.l.m..

## Società

### Evoluzione demografica
Al censimento del 2001 la popolazione di Islampur assommava a 29.855 persone, delle quali 15.708 maschi e 14.147 femmine. I bambini di età inferiore o uguale ai sei anni assommavano a 5.528, dei quali 2.955 maschi e 2.573 femmine. Infine, coloro che erano in grado di saper almeno leggere e scrivere erano 16.261, dei quali 9.780 maschi e 6.481 femmine.